# The Gorge (album)
The Gorge è un album live della Dave Matthews Band pubblicato nel 2004.

## Tracce

### CD 1
1. Pantala Naga Pampa - Rapunzel - 7:50
2. The Song That Jane Likes - 4:34
3. Fool To Think - 4:20
4. You Never Know - 7:14
5. Granny - 4:08
6. Gravedigger - 5:19
7. Everyday - #36 - 8:47
8. Two Step - 19:01

### CD 2
1. Drive In, Drive Out - 6:15
2. The Space Between - 4:55
3. Kit Kat Jam - 5:28
4. Lie In Our Graves - 17:00
5. Proudest Monkey - 8:50
6. Warehouse - 8:57

### CD 3 (DVD)
1. "Grey Street"
2. "Ants Marching"
3. Inside The Gorge (documentary)
4. "Pig"
5. "Dancing Nancies"
6. "What Would You Say"
7. "Loving Wings" » "Where Are You Going"
8. Inside the Gorge (featuring "Gravedigger")
9. "Seek Up"
10. "Halloween"
11. "Tripping Billies"
12. Inside The Gorge (Making the "Grace Is Gone" video)
13. "Grace Is Gone" (Music video)

## Track listing (Special Edition)
L'edizione speciale a sei dischi comprende le canzoni di tutte e tre le serata. Questa versione è disponibile solo su Musictoday.com e non è venduta nei negozi.

### September 6, 2002

#### Disc one
1. "Don't Drink the Water"
2. "When the World Ends"
3. "You Never Know"
4. "Grace Is Gone"
5. "#41"
6. "Satellite"
7. "Bartender"
8. "So Much to Say"
9. "Anyone Seen the Bridge?"
10. "Too Much"

#### Disc two
1. "Fool to Think"
2. "One Sweet World"
3. "Loving Wings"
4. "Where Are You Going"
5. "Everyday" » "numero 36"
6. "Grey Street"
7. "Gravedigger"
8. "Ants Marching"

### September 7, 2002

#### Disc three
1. "Grace Is Gone"
2. "The Stone"
3. "Pig"
4. "Rhyme and Reason"
5. "Captain"
6. "I Did It"
7. "Dancing Nancies"
8. "Warehouse"
9. "What Would You Say"
10. "Crush"

#### Disc four
1. "Kit Kat Jam"
2. "Jimi Thing"
3. "Drive In, Drive Out"
4. "Loving Wings"
5. "Where Are You Going"
6. "Two Step"
7. "Cry Freedom"
8. "What You Are"

### September 8, 2002

#### Disc five
1. "Pantala Naga Pampa" » "Rapunzel"
2. "Grey Street"
3. "Granny"
4. "If I Had It All"
5. "Crash Into Me"
6. "The Song That Jane Likes"
7. "The Space Between"
8. "Seek Up"
9. "Proudest Monkey"
10. "Too Much"
11. "Digging A Ditch"

#### Disc six
1. "Lie in Our Graves"
2. "Lover Lay Down"
3. "Grace Is Gone"
4. "The Dreaming Tree"
5. "All Along the Watchtower"
6. "Long Black Veil"
7. "Halloween"
8. "Tripping Billies"